# Psilochira amydra
Psilochira amydra är en fjärilsart som beskrevs av Collenette 1932. Psilochira amydra ingår i släktet Psilochira och familjen tofsspinnare. Inga underarter finns listade.